# 十四経発揮
『十四経発揮』（じゅうしけいはっき）は、1341年に中国元代の滑寿（字は伯仁）が記したとされる医書。十四経絡について論じており、全3巻からなる。

## 概説
同書は、中国医学における経絡や経穴について解説している。当時、経絡や経穴に関する資料としては忽公泰の『金蘭循経』が一般に出回っていたが、滑寿は『黄帝内経』や『難経』などの古今の書物を読み比べ、各書には誤りや欠如している部分も多く、記述の順序も逆であるものも多いことに気づいた。そこで滑寿は、『黄帝内経』の「素問骨空論」と経脈に関する「霊枢諸篇」を参考にして、経絡と経穴を整理し教科書として編纂したとされる。これにより、経絡の性格や流注や病症、経脈の効果についても明らかになった。
『十四経発揮』の巻上では手足の陰陽流注篇と経脈循行の規律を論じている。巻中では、十四経絡の気の発するところを記述した篇で、各経の流注について巻上よりも更に詳しく論じ、補気と各経絡に所属する経穴について説明が加えられている。また、巻下では奇経八脈の循行についても論じている。
日本では、江戸時代に岡本一抱が分かりやすく『十四経絡発揮和解』として、その内容をまとめ直している。いわゆる現在の日本の鍼灸養成施設で使われている経絡や経穴の教科書は、この『十四経発揮』を参考に作られているといってもよい。さらに正確な日本語訳は、後に本間祥白によって『図解　十四経発揮』として訳されている。